# Jason Hughes
Jason Hughes (Porthcawl (South Wales), 18 december 1971) is een Welsh acteur.
Hij is bekend door zijn rol als Warren Jones in de BBC-tv-serie This Life van 1996 tot 1997. Nadien werd hij vooral bekend door zijn rol als Detective Constable Ben Jones, de vaste medewerker van DCI Barnaby - gespeeld door John Nettles en, na hem, door Neil Dudgeon - in de politieserie Midsomer Murders, van 2005 tot 2013.
Hughes woont in Brighton met zijn vrouw en drie kinderen.

## Filmografie (selectie)
- 1995: Peak Practice (gastrol)
- 1996: Casualty (televisieserie, gastrol)
- 1996–97, 2007: This Life
- 2002: Killing Me Softly
- 2003: Waking the Dead (gastrol)
- 2004: Mine All Mine (gastrol)
- 2005: Red Mercury
- 2005–2013, 2017: Midsomer Murders (televisieserie)
- 2006: Dead Long Enough
- 2017: Death in Paradise (televisieserie, gastrol)
- 2018: Marcella (televisieserie)
- 2025: Beyond Paradise (televisieserie, gastrol)